# 黑色阿拉伯人 (神话)
黑色阿拉伯人(马其顿语： Црна Арапина, Crna Arapina)是塞尔维亚、马其顿和保加利亚神话中阿拉伯人的一个称号。
黑色阿拉伯人经常被描述为一个绑架妇女和女孩的皮肤黝黑的恶棍。在塞尔维亚民间传说以及其他巴尔干人民的信仰里，黑色阿拉伯人是一个地下的恶魔。 一些学者用斯拉夫语系里的特里格拉夫与其进行比较。
在一个塞尔维亚民间传说故事里，一个阿拉伯人在战斗中被斩杀后，会用手臂夹着他的头逃逸。其它一些传说和民歌中也有有三头阿拉伯人的角色。
在保加利亚的民间传说里，著名的民族英雄如Sider Voevoda或Strahil Voevoda与黑色阿拉伯人对抗。
在马其顿民间传说里，Krali Marko与黑色阿拉伯人斗争。

## 文学作品
- Interpretations, volume III, 2009: Black Arab as a Figure of Memory